# Thelotrema columellatum
Thelotrema columellatum är en lavart som beskrevs av Nyl. 1868. Thelotrema columellatum ingår i släktet Thelotrema och familjen Thelotremataceae.   Inga underarter finns listade i Catalogue of Life.